# St. Laurentius (Oechsen)

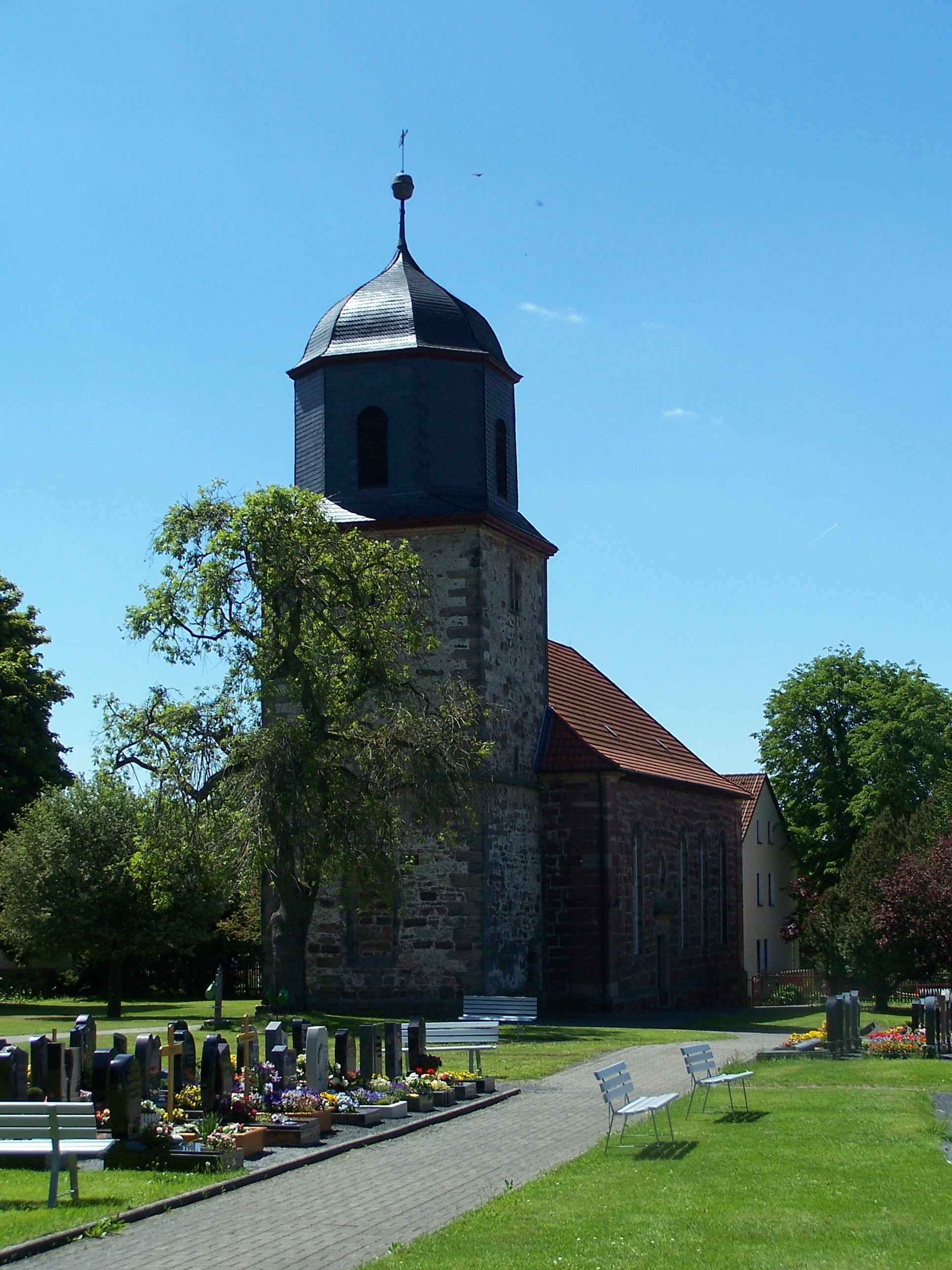
St. Laurentius

Die denkmalgeschützte evangelisch-lutherische Kirche St. Laurentius steht am Ortsrand in Hanglage auf dem ummauerten Friedhof von Oechsen, einer Gemeinde im Wartburgkreis in Thüringen. Die Kirchengemeinde Oechsen gehört zum Pfarrbereich Stadtlengsfeld-Gehaus-Oechsen im Kirchenkreis Bad Salzungen-Dermbach der Evangelischen Kirche in Mitteldeutschland.

## Beschreibung
Von der mittelalterlichen Wehrkirche hat sich der 1508 errichtete Chorturm erhalten, der 1586 verändert wurde. Die steinernen unteren Geschosse des Turms erhielten 1717 einen verschieferten oktogonalen Fachwerkaufsatz, auf dem eine welsche Haube sitzt, die mit einer Turmkugel bekrönt ist. Das Bruchsteinmauerwerk des Turms hat Ecksteine, Schießscharten und spitzbogige Doppelfenster. Ein kleiner bartloser Gaffkopf befindet sich an einem Quaderstein an der Südostecke des Turms.
Die Fassade im Westen hat Lisenen an den Ecken und ein Kranzgesims. Das rechteckige Portal ist profiliert und hat klassizistische Türblätter. Das 1576 angefügte Langhaus wurde um 1800 als zu klein abgerissen und 1801 durch einen Neubau mit fünf Fensterachsen ersetzt. Das Kirchenschiff hat doppelstöckige Emporen und ist mit einem hölzernen Tonnengewölbe überspannt, dessen Kassettierung lediglich aufgemalt ist. Am ehemaligen Triumphbogen und an den Gewänden der Fenster sind noch Reste von gemaltem Rollwerk vorhanden.
Die aus einem Kanzelaltar und dem neunteiligen klassizistischen Orgelprospekt gestaltete Wand bildet das Zentrum der Kirche. Hinter der Kanzelwand verborgen, besitzt der ehemalige Chor im untersten Geschoss des Turms noch sein spätgotisches Kreuzrippengewölbe. Das rechteckige und mit Rundstäben gerahmte Sakramentshaus aus der 1. Hälfte des 16. Jahrhunderts mit einem beigefügten Kreuz von 1717 dient heute nur noch als Aufgang zur Orgel. Die gegenwärtige Bemalung des Innenraums wurde im Jahr 1896 ausgeführt. 1983 fand eine Restaurierung des Innenraums statt.

## Orgel
Die St.-Laurentius-Kirche erhielt 1801 eine Orgel von Matthäus Nordheim aus dem benachbarten Gehaus, deren Gehäuse zusammen mit dem Altar möglicherweise aus dem alten Langhaus transferiert wurde. Auch das Orgelwerk selber könnte in Teilen auf Johann Casper Beck zurückgehen. Das Instrument wurde 1952 durch Paul Laubs aus Erfurt umgebaut und wird seit 2019 durch Orgelbau Waltershausen restauriert. Es verfügt über 24 Register auf zwei Manualen und Pedal bei mechanischer Spiel- und Registertraktur. Seine Disposition lautet:
| I Hauptwerk C–d3 |                       |       |
| 1.               | Bordun                | 16′   |
| 2.               | Principal (Prospekt)0 | 8′    |
| 3.               | Engelflöte            | 8′    |
| 4.               | Gamba                 | 8′    |
| 5.               | Gedackt               | 8′    |
| 6.               | Unda maris            | 8′    |
| 7.               | Octave                | 4′    |
| 8.               | Quinte                | 2 ⁄3′ |
| 9.               | Octave                | 2′    |
| 10.              | Mixtur III            |       |

| II Oberwerk C–d3 |                  |       |
| 11.              | Salicional       | 8′    |
| 12.              | Flauto traverso0 | 8′    |
| 13.              | Quintatön        | 8′    |
| 14.              | Octave           | 4′    |
| 15.              | Gedackt          | 4′    |
| 16.              | Octave           | 2′    |
| 17.              | Quinta           | 1 ⁄3′ |
| 18.              | Sesquialter II   |       |
| 19.              | Cymbel II        |       |

| Pedal C–c1 |            |     |
| 20.        | Subbaß     | 16′ |
| 21.        | Violonbaß0 | 16′ |
| 22.        | Octavbaß   | 8′  |
| 23.        | Flötenbaß  | 2′  |
| 24.        | Posaune    | 16′ |

- Koppeln: II/I, I/P
- Spielhilfen: Engel[Anm. 3]
- Anmerkungen:

1. ↑  Ursprünglich Enge Flöte genannt, also eine Art von Fugara.
2. ↑  Nur die Stiefel sind noch erhalten, das Register war zuletzt also nicht mehr spielbar.
3. ↑  Hebt die Trompeten der den Prospekt krönenden beiden Engelsfiguren an.